# Comuna Teofipilka, Kozova
Teofipilka (în ucraineană Теофіпілка) este o comună în raionul Kozova, regiunea Ternopil, Ucraina, formată din satele Ploske și Teofipilka (reședința).

## Demografie
Componența lingvistică a comunei Teofipilka
     Ucraineană (99,89%)
     Alte limbi (0,11%)
Conform recensământului din 2001, majoritatea populației comunei Teofipilka era vorbitoare de ucraineană (99,89%), existând în minoritate și vorbitori de alte limbi.